# Fijn viltkelkje
Het fijn viltkelkje (Lachnellula calyciformis) is een schimmel behorend tot de familie Lachnaceae. Het leeft saprotroof op (kort afgestorven) twijgen, takken en stammen van naaldbomen, gemeld van dennen (Pinus), spar (Picea), zilversparren (Abies) en Pseudotsuga. 

## Kenmerken
Teleomorf
Op de grond vormt het afzonderlijk of in groepen semi-zittende apothecia op korte stelen. Ze bereiken een diameter van maximaal 2,5 mm. Juveniele apothecia zijn bolvormig en zetten bij nat weer uit tot een komvormig vruchtlichaam. Het excipulum is op de vervaldag van gemiddelde dikte, vlezig of bleekgeel aan de buitenkant. De schijf van het vruchtlichaam is oranje tot oranjegeel.
Buitenste laag van een "textura epidermoidea" excipulum, wordt gevormd door tamelijk onregelmatig gerangschikte hyfen met een diameter van ongeveer 3 tot 5 µm en een lengte van 11 µm. Stamhyfen van het type "textura intricata", zijn losjes met elkaar verweven en dunwandig. Het hymenium is oranje tot oranjegeel, bestaande uit asci en parafysen. Asci zijn 50–63 × 4–5,5 µm groot, cilindrisch tot cilindrisch knotsvormig met acht ascosporen en de ascusopeningen zijn niet amyloïde. De ascosporen in de asci zijn schuin gerangschikt in enkele rijen. Ze zijn ellipsvormig of spindel-ellipsvormig, 4–7,5 × 2,5–3,5 µm. Er zijn draadvormige parafysen aanwezig en deze meten 60–70 × 1,5 µm.
Anamorf
Op 2% moutextract-agar vormt de schimmel een wit, donzig mycelium met een gemiddelde groeisnelheid. De anamorf vormt zich na 40-50 dagen. Microconidia ontwikkelen zich in labyrintische gele tot oranjegele holten, solitair of in kleine groepen. De conidia ontstaan op verticaal vertakte, subulaire conidioforen en zijn eencellig, hyaliene, langwerpig elliptisch met een grootte van 2–3,5 × 1 µm. De conidioforen 10–15 × 1,5 µm.

## Verspreiding
De soort komt voor in Noord-Amerika, Europa, Azië en Nieuw-Zeeland. In Nederland komt het vrij zeldzaam voor.